# П'єтрошань (комуна, Телеорман)
П'єтрошань, П'єтрошані (рум. Pietroșani) — комуна у повіті Телеорман в Румунії. До складу комуни входить єдине село П'єтрошань.
Комуна розташована на відстані 88 км на південний захід від Бухареста, 38 км на південний схід від Александрії.

## Населення
За даними перепису населення 2002 року у комуні проживали 3445 осіб.
Національний склад населення комуни:
| Національність | Кількість осіб | Відсоток |
| -------------- | -------------- | -------- |
| румуни         | 3152           | 91,5%    |
| цигани         | 293            | 8,5%     |

Рідною мовою назвали:
| Мова      | Кількість осіб | Відсоток |
| --------- | -------------- | -------- |
| румунська | 3204           | 93,0%    |
| циганська | 241            | 7,0%     |

Склад населення комуни за віросповіданням:
| Релігія     | Кількість осіб | Відсоток |
| ----------- | -------------- | -------- |
| православні | 3380           | 98,1%    |
| адвентисти  | 51             | 1,5%     |
| бретрени    | 11             | 0,3%     |
| баптисти    | 1              | < 0,1%   |

## Зовнішні посилання
- Дані про комуну П'єтрошань на сайті Ghidul Primăriilor [Архівовано 5 грудня 2011 у Wayback Machine.]